# Stanislav Stražnicki
Stanislav Stražnicki (Križevci, 22. srpnja 1883. – Zagreb, 22. srpnja 1945.), hrvatski pisac i kritičar.
Studirao je pravo u Zagrebu, a kompoziciju i muzikologiju studirao je u Leipzigu. Vodio je studentske pjevačke zborove, bio korepetitor zagrebačke opere, tajnik Gewandhausa u Leipzigu te profesor u srednjoj školi Muzičke akademije u Zagebu. Redovito je pisao za dnevnik "Novosti". Jedan je od prvih glazbenih komentatora Radio Zagreba.